# Scopula przewalskii
Scopula przewalskii är en fjärilsart som beskrevs av Jaan Viidalepp 1975. Scopula przewalskii ingår i släktet Scopula och familjen mätare. Inga underarter finns listade.